# Geografia dell'Umbria

Le zone altimetriche dell'Umbria

La geografia dell'Umbria illustra le caratteristiche geografiche dell'Umbria, regione d'Italia.

## Dati generali
Il 29,3% del territorio umbro è montuoso; la quota dei monti aumenta spostandosi da ovest verso est e da nord verso sud. Il restante 70,7% è occupato da colline. Non vi sono pianure significative nella regione umbra.

### Orografia

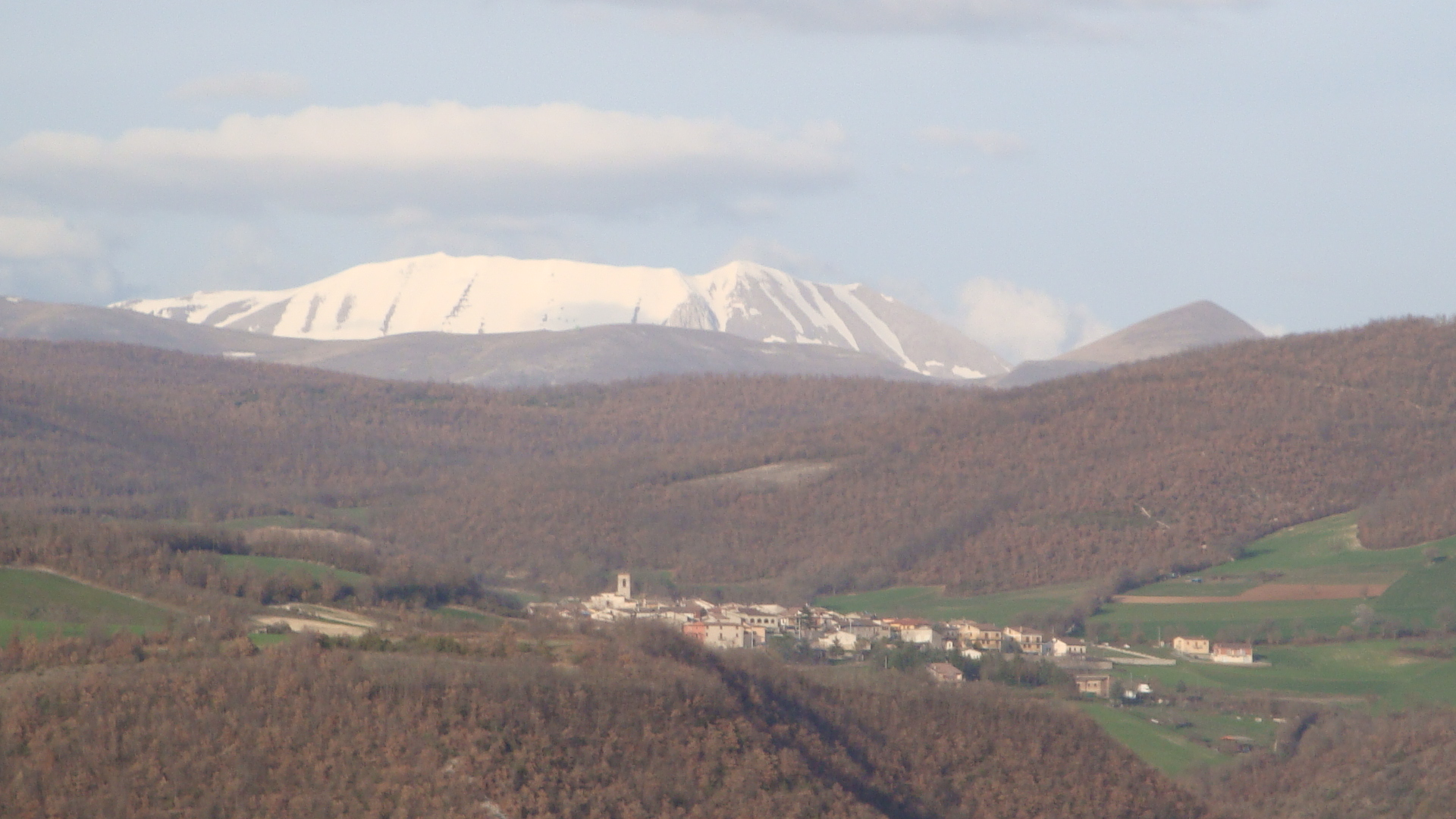
Cima del Redentore vista dal Monte Pozzoni

Il margine orientale dell'Umbria, lungo il confine delle Marche, è percorso da una serie di dorsali montuose; la più settentrionale si estende dalla Serra di Burano (1020 m s.l.m.) al monte Cucco (1.566 m s.l.m.), al monte Penna (1.432 m s.l.m.) fino al limite più meridionale, dove si incontra la Valnerina, una vasta zona montuosa nella quale ricordiamo il Monte Coscerno (1.685 m s.l.m.), Monte Patino (1.884 m s.l.m.), Monte Utero (1807 m s.l.m.) e Monte Pozzoni (1.904 m s.l.m.). Nel sud-est della regione si trova il gruppo dei monti Sibillini con altezze superiori ai 2.000 metri, dove troviamo la cima più alta della regione, la Cima del Redentore alta 2.448 metri, e il Monte Argentella (2201 m s.l.m.). 

Una dorsale più interna è quella che comprende il gruppo dei monti di Gubbio e, più a sud, di Gualdo Tadino e Nocera Umbra; più a sud ovest si scende nella valle del fiume Topino per risalire, poi, ai 1.290 metri del monte Subasio. Scendendo di nuovo a sud troviamo i monti del Folignate, dello Spoletino e della Valnerina Ternana tra cui si segnalano il Monte Brunette (1.429 m s.l.m.), il Monte Fionchi (1.337 m s.l.m.) e il monte Solenne (1.288 m s.l.m.). Muovendoci ancora verso ovest ci si immette in un paesaggio del tutto diverso: l'Umbria collinare e pianeggiante. Le vallate più importanti sono quelle del Tevere, che attraversa la regione da Città di Castello fino a Todi, e la Valle Umbra, ampia propaggine della Valtiberina. 

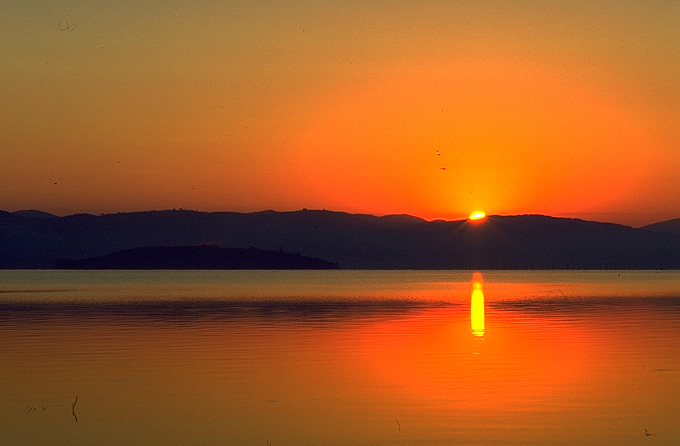
Tramonto sul lago Trasimeno

In queste zone, lo sviluppo di attività sia rurali sia industriali hanno creato i presupposti per la formazione di un'area che, assieme alla Conca ternana, rappresenta il polo attorno al quale ruota l'economia del comprensorio. Delimitata dalle due grandi valli (Umbra e Tiberina) si trova la catena dei monti Martani, con il monte Martano (1.090 m) e il monte Torre Maggiore (1.121), quest'ultimo dominante la Conca ternana. A nord, oltre Perugia, si trova il massiccio dei monti "perugini" che, pur non raggiungendo quote elevate (monte Tezio 961 m e monte Acuto 926 m) configura un ambiente montano a pochi chilometri dal capoluogo. Il confine occidentale con la Toscana e con il Lazio, è costituito invece da un sistema collinare subappenninico che si estende in direzione nord-sud e che comprende il lago Trasimeno, la Val di Chiana romana, la Val di Paglia e una parte della valle del Tevere alle pendici dei Monti Amerini

### Idrografia
Fiumi umbri

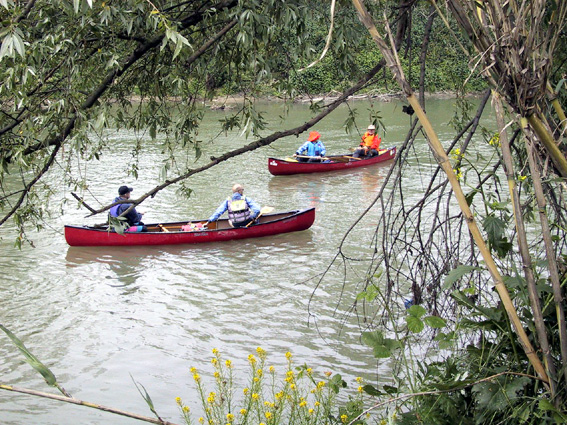
In canoa sul fiume Tevere

Il fiume principale, che solca il territorio umbro, è il Tevere; dei suoi 405 km di sviluppo, ben 210 sono percorsi in territorio umbro. I suoi affluenti sono il Nera, il Chiascio, il Topino, il Paglia e il Nestore. Un altro fiume che solca il territorio regionale è il Velino, corso d'acqua reatino, che diventa umbro nella sua parte finale del percorso. Il Velino è molto ricco di bicarbonato di calcio a tal punto che, al tempo dei Romani, ne depositò così tanto da creare una specie di diga naturale che ne impediva lo sbocco nel sottostante fiume Nera. Il console romano Manlio Curio Dentato, nel 271 a.C., ordinò l'apertura di un lago. Le opere eseguite diedero vita alla cascata delle Marmore, alta 165 metri.

#### Laghi
Sul territorio umbro sono presenti diversi laghi. Il più grande è il lago Trasimeno (quarto d'Italia per superficie) che occupa una superficie di 128 km² con una profondità non superiore ai sette metri. Di minori dimensioni è il lago di Piediluco, situato nel territorio ternano. Lo sbarramento del fiume Tevere, tra    Todi e Orvieto, ha dato luogo al lago di Corbara.
I laghi dell'Umbria sono di origine alluvionale grazie alle tante valli al centro di essa.

### Siti di importanza comunitaria
Questi sono, per quanto concerne la Regione Umbria, i siti di rilevante importanza in ambito UE riferiti alla regione biogeografica mediterranea. 

Le località, definite Siti di Interesse Comunitario (SIC), sono state proposte sulla base del Decreto 25/3/2005 - pubblicato sulla Gazzetta Ufficiale della Repubblica Italiana n. 157 dell'8 luglio 2005 - predisposto dal Ministero dell'Ambiente e della Tutela del Territorio e del Mare ai sensi della direttiva  92/43/CEE.
Provincia di Perugia
- Boschi di Castel Rigone
- Boschi di Pischiello - Torre Civitella
- Lago Trasimeno
- Boschi di Ferretto - Bagnolo
- Monte Malbe
- Ansa degli Ornari (Ponte San Giovanni)
- Monti Marzolana - Montali
- Boschi e brughiere di Panicarola
- Boschi e brughiere di Cima Farneto - Poggio Fiorello (Mugnano)
- Monte Subasio (sommità)
- Fosso dell'Eremo delle Carceri (Monte Subasio)
- Colli Selvalonga – Il Monte (Assisi)
- Fiume Tescio (parte alta)
- Poggio Caselle - Fosso Renaro (Monte Subasio)
- Boschi Sereni - Torricella (San Biagio della Valle)
- Sasso di Pale
- Fiume Timia (Bevagna - Cannara)
- Boschi dell'alta Valnestore
- Lecceta di Sassovivo (Foligno)
- Sorgiva dell'Aiso
- Valnerina
- Monti Serano - Brunette  (sommità)
- Valle di Campiano  (Preci)
- Torrente Argentina (Sellano)
- Valle di Pettino (Campello sul Clitunno)
- Fiume e Fonti del Clitunno
- Fiume Tevere tra Monte Molino e Pontecuti (Tevere Morto)
- Gola del Corno - Stretta di Biselli
- Monti lo Stiglio - Pagliaro
- Fosso di Camposolo
- Monti Galloro - dell'Immagine
- Marcite di Norcia
- Monte Il Cerchio (Monti Martani)
- Torrente Naia
- Monte Maggio (sommità)
- Monti Coscerno - Civitella - Aspra (sommità)
- Monteluco di Spoleto
- Roccaporena - Monte della Sassa
- Media Val Casana (Monti Coscerno - Civitella)
- Monti Pizzuto - Alvagnano
- Laghetto e Piano di Gavelli (Monte Coscerno)
- Boschi di Montebibico (Monti Martani)
- Boschi a Farnetto di Collestrada  (Perugia)
- Colline Premartane  (Bettona - Gualdo Cattaneo)
- Castagneti di Morro  (Foligno)

Provincia di Terni
- Bagno Minerale (Parrano)
- Selva di Meana (Allerona)
- Bosco dell'Elmo (Monte Peglia)
- Boschi di Prodo-Corbara
- Lago di Corbara
- Gola del Forello
- Valle Pasquarella (Baschi)
- Monti Amerini
- Foresta fossile di Dunarobba (Avigliano)
- Monte Solenne (Valnerina)
- Lago di Alviano
- Boschi di Farnetta (Montecastrilli)
- Monte Torre Maggiore (Monti Martani)
- Valle del Serra (Monti Martani)
- Fosso Salto del Cieco (Ferentillo)
- Monte la Pelosa - Colle Fergiara (Valnerina)
- Cascata delle Marmore
- Lago di Piediluco - Monte Caperno
- Lago l'Aia (Narni)
- Gole di Narni-Stifone
- Piani di Ruschio (Stroncone)
- Lago di San Liberato
- Monti San Pancrazio-Oriolo